# کبریت (هرند)

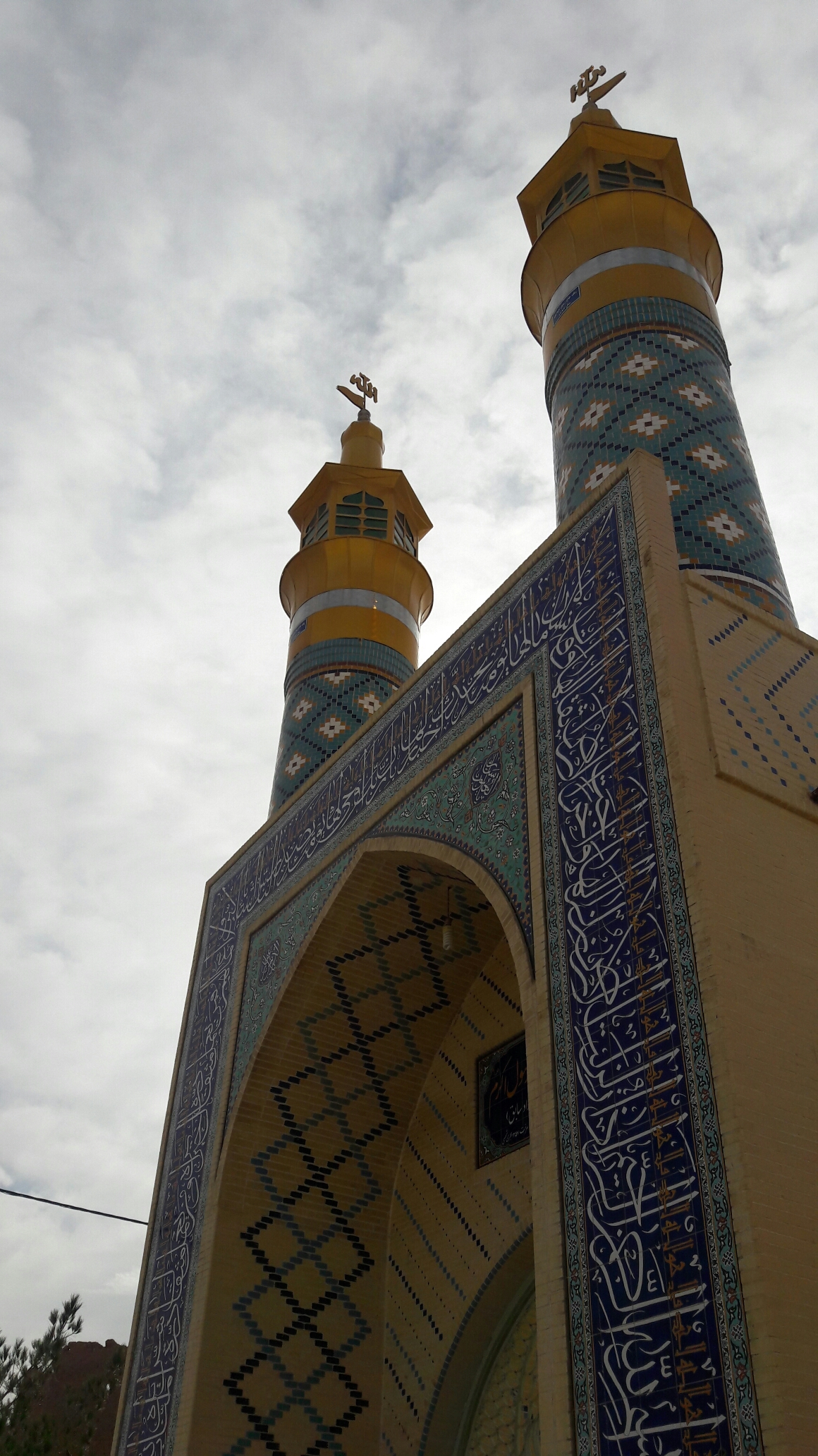

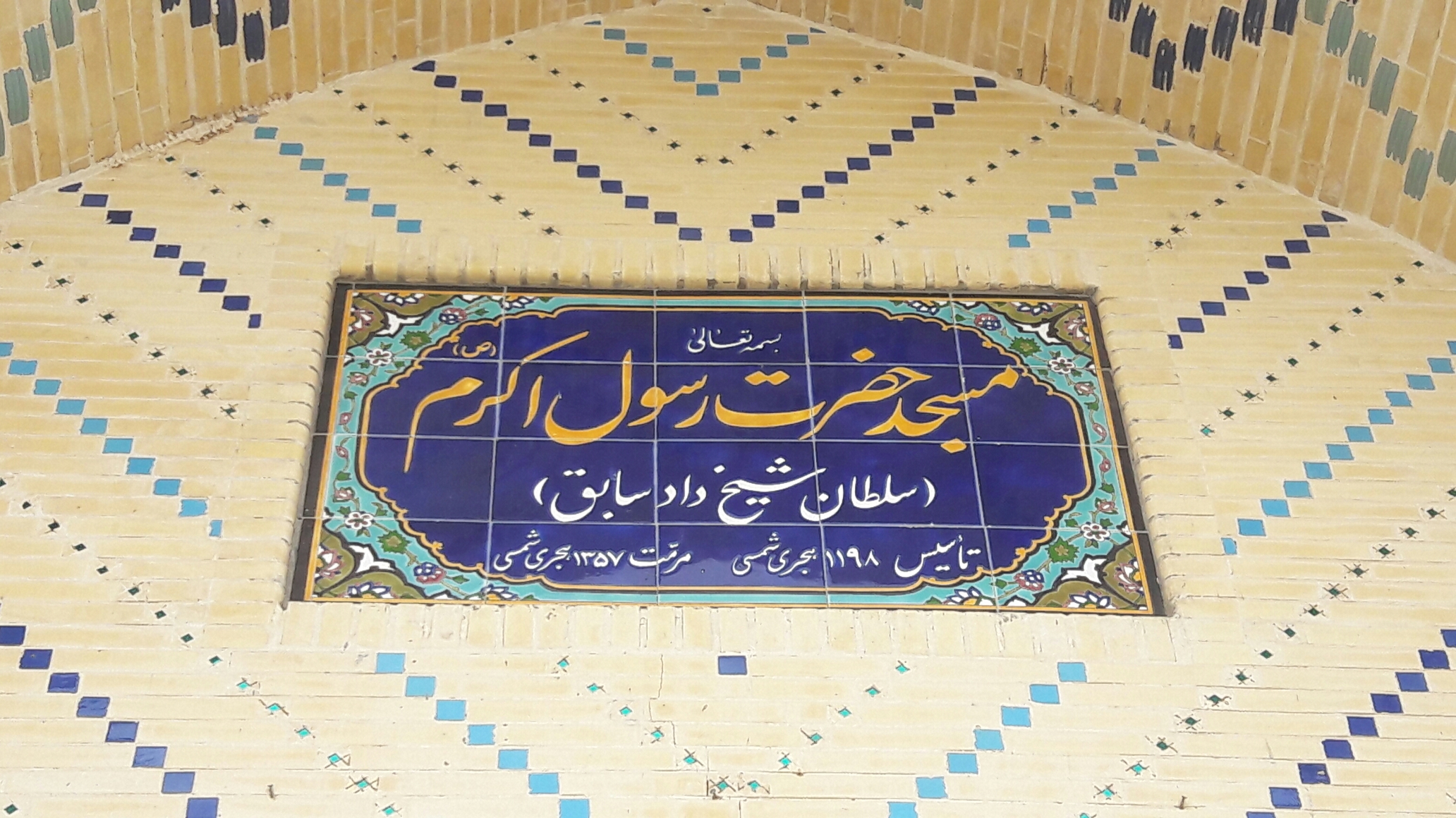

کبریت (هرند)، روستایی از توابع بخش مرکزی شهرستان هرند در استان اصفهان ایران است.

## جمعیت
این روستا در دهستان هاشم‌آباد قرار دارد و براساس سرشماری مرکز آمار ایران در سال ۱۳۸۵، جمعیت آن ۳۴۹ نفر (۹۲خانوار) بوده‌است.